# Arthur Grumiaux
Arthur Grumiaux (Villers-Perwin, 21 maart 1921 - Brussel, 16 oktober 1986) was een Belgisch violist.

## Jeugd
Arthur Grumiaux werd geboren in een arbeidersgezin. Zijn grootvader motiveerde hem om muziekles te nemen op 4-jarige leeftijd. Bij Fernand Quinet had hij viool- en pianoles aan het conservatorium te Charleroi, waar hij op 11-jarige leeftijd de eerste prijs won. Het jaar daarna volgde hij een gevorderde studie bij Alfred Dubois, wiens assistent hij werd, aan het Koninklijk Conservatorium te Brussel. Ook studeerde hij contrapunt bij Jean Absil.
Zijn eerste belangrijke prijzen ontving hij voordat hij 20 jaar oud was. In 1939 nam hij zowel de Henry Vieuxtemps Prijs als de François Prume Prijs in ontvangst. In 1940 ontving hij de Prix de Virtuosité van de Belgische regering. Gedurende deze periode had hij privéles van de beroemde Roemeense violist en componist George Enescu, van wie hij compositie leerde.

## Carrière
Grumiaux maakte in 1939 zijn Belgische debuut in het Paleis voor Schone Kunsten te Brussel met het Groot Symfonie-Orkest van het NIR (het Nationaal Instituut voor de Radio-omroep) onder leiding van Charles Münch in het vioolconcert van Mendelssohn. Door de Duitse bezetting van België in de Tweede Wereldoorlog duurde het tot 1945 voordat hij kon debuteren buiten België. Walter Legge haalde hem naar Londen, waar hij speelde met het BBC Symphony Orchestra en met de pianist Gerald Moore. 
Na zijn Britse doorbraak werd hij aan het Koninklijk Conservatorium te Brussel benoemd tot professor voor viool. Hier benadrukte hij het belang van de muzikale uitdrukking, de kwaliteit van het geluid en de hoge technische standaarden van het kunstenaarschap. Zijn werk werd vaak vergeleken met dat van andere Belgische violisten, onder wie Eugène Ysaÿe (leraar van zijn eigen mentor Alfred Dubois) en Pablo de Sarasate. 
Een van zijn grootste vreugden was zijn samenspel met de pianiste Clara Haskil. Bij het oefenen ruilden de twee soms van instrument om een ander perspectief te verkrijgen. Grumiaux bleef met een professioneel en persoonlijk verlies achter toen ze overleed aan de verwondingen die ze opliep door een val in het station Brussel-Centraal. De volgende dag zouden ze in Brussel samen een recital geven. 

## Opnamen
Grumiaux maakte meer dan 30 opnamen, vooral voor Philips, maar ook voor enkele andere platenlabels. Het ging daarbij om composities van onder anderen Bach, Beethoven, Brahms, Mozart, Schubert, Corelli, Franck, Ravel, Debussy, Stravinsky en Berg.
De opnamen van Mozarts vioolsonates door het duo Haskil-Grumiaux gelden interpretatief nog steeds als de standaard waaraan andere uitvoeringen worden afgemeten. Naast zijn solowerk nam hij de kwintetten op van Mozart met het Grumiaux ensemble. Ook nam hij diverse stukken op met het Grumiaux Trio, dat naast Grumiaux bestond uit de Hongaarse musici Georges Janzer (altviool) en Eva Czako (cello). 

## Zijn violen
Grumiaux bezat een viool van Guarneri en een van Stradivarius. De Guarneri werd de Rose genoemd en was uit 1744. De Stradivarius was Ex-General Dupont en was uit 1727.

## Privé
In 1973 werd Grumiaux voor zijn verdiensten in de muziek door koning Boudewijn verheven in de Belgische adelstand en verkreeg hij de titel van baron voor hem persoonlijk. 
In 1986 stierf hij aan een beroerte op 65-jarige leeftijd.